# Język sedoa
Język sedoa, także: baria, tawaelia (tawailia, tawelia), topobaria – język austronezyjski używany w prowincji Celebes Środkowy w Indonezji. Według danych z 2009 r. posługuje się nim 900 osób (cała grupa etniczna liczy 4 tys. osób).
Jego użytkownicy zamieszkują pojedynczą wieś Sedoa (kecamatan Lore Utara, kabupaten Poso). Doniesienia z 2010 r. sugerują, że pozostaje w powszechnym użyciu w tej miejscowości. Powszechna jest wielojęzyczność. We wsi Sedoa występuje również duże skupisko ludności bugijskiej.
Jest blisko spokrewniony z językami moma i lindu. Nazwa „baria” pochodzi od formy przeczenia; bywa też odnoszona do niezbyt blisko spokrewnionego języka tombelala.
Jest zapisywany alfabetem łacińskim.